# Montoire-sur-le-Loir
Montoire-sur-le-Loir és un municipi francès, situat al departament del Loir i Cher i a la regió de Centre – Vall del Loira. L'any 2007 tenia 4.094 habitants.

## Demografia

### Població
El 2007 la població de fet de Montoire-sur-le-Loir era de 4.094 persones. Hi havia 1.836 famílies, de les quals 686 eren unipersonals (226 homes vivint sols i 460 dones vivint soles), 662 parelles sense fills, 351 parelles amb fills i 137 famílies monoparentals amb fills.
La població ha evolucionat segons el següent gràfic:
Habitants censats

### Habitatges
El 2007 hi havia 2.270 habitatges, 1.868 eren l'habitatge principal de la família, 201 eren segones residències i 202 estaven desocupats. 1.870 eren cases i 381 eren apartaments. Dels 1.868 habitatges principals, 1.286 estaven ocupats pels seus propietaris, 540 estaven llogats i ocupats pels llogaters i 41 estaven cedits a títol gratuït; 24 tenien una cambra, 175 en tenien dues, 466 en tenien tres, 589 en tenien quatre i 613 en tenien cinc o més. 1.283 habitatges disposaven pel capbaix d'una plaça de pàrquing. A 951 habitatges hi havia un automòbil i a 612 n'hi havia dos o més.

### Piràmide de població
La piràmide de població per edats i sexe el 2009 era:
| Homes | Edats   | Dones |
| ----- | ------- | ----- |
| 8     | 95 o +  | 20    |
| 20    | 90 a 94 | 48    |
| 40    | 85 a 89 | 100   |
| 48    | 80 a 84 | 56    |
| 108   | 75 a 79 | 188   |
| 112   | 70 a 74 | 140   |
| 128   | 65 a 69 | 192   |
| 120   | 60 a 64 | 128   |
| 124   | 55 a 59 | 108   |
| 124   | 50 a 54 | 104   |
| 152   | 45 a 49 | 140   |
| 128   | 40 a 44 | 156   |
| 148   | 35 a 39 | 112   |
| 104   | 30 a 34 | 160   |
| 136   | 25 a 29 | 92    |
| 100   | 20 a 24 | 84    |
| 100   | 15 a 19 | 132   |
| 120   | 10 a 14 | 112   |
| 112   | 5 a 9   | 116   |
| 64    | 0 a 4   | 132   |

## Economia
El 2007 la població en edat de treballar era de 2.224 persones, 1.525 eren actives i 699 eren inactives. De les 1.525 persones actives 1.384 estaven ocupades (718 homes i 666 dones) i 141 estaven aturades (71 homes i 70 dones). De les 699 persones inactives 332 estaven jubilades, 178 estaven estudiant i 189 estaven classificades com a «altres inactius».

### Ingressos
El 2009 a Montoire-sur-le-Loir hi havia 1.895 unitats fiscals que integraven 3.903 persones, la mediana anual d'ingressos fiscals per persona era de 16.800 €.

### Activitats econòmiques
Dels 249 establiments que hi havia el 2007, 3 eren d'empreses extractives, 7 d'empreses alimentàries, 6 d'empreses de fabricació de material elèctric, 1 d'una empresa de fabricació d'elements pel transport, 15 d'empreses de fabricació d'altres productes industrials, 36 d'empreses de construcció, 55 d'empreses de comerç i reparació d'automòbils, 8 d'empreses de transport, 19 d'empreses d'hostatgeria i restauració, 2 d'empreses d'informació i comunicació, 16 d'empreses financeres, 13 d'empreses immobiliàries, 25 d'empreses de serveis, 28 d'entitats de l'administració pública i 15 d'empreses classificades com a «altres activitats de serveis».
Dels 82 establiments de servei als particulars que hi havia el 2009, 1 era una oficina d'administració d'Hisenda pública, 1 gendarmeria, 1 oficina de correu, 4 oficines bancàries, 3 funeràries, 7 tallers de reparació d'automòbils i de material agrícola, 1 taller d'inspecció tècnica de vehicles, 1 autoescola, 6 paletes, 8 guixaires pintors, 8 fusteries, 6 lampisteries, 5 electricistes, 8 perruqueries, 2 veterinaris, 1 agència de treball temporal, 12 restaurants, 5 agències immobiliàries i 2 tintoreries.
Dels 29 establiments comercials que hi havia el 2009, 2 eren supermercats, 1 una gran superfície de material de bricolatge, 5 fleques, 3 carnisseries, 1 una peixateria, 3 botigues de roba, 1 una botiga de roba, 2 sabateries, 2 botigues d'electrodomèstics, 2 botigues de material esportiu, 1 una botiga de material de revestiment de parets i terra, 2 perfumeries, 2 joieries i 2 floristeries.
L'any 2000 a Montoire-sur-le-Loir hi havia 22 explotacions agrícoles que ocupaven un total de 852 hectàrees.

## Equipaments sanitaris i escolars
El 2009 hi havia 1 hospital de tractaments de curta durada, 2 hospitals de tractaments de mitja durada (seguiment i rehabilitació), 1 un hospital de tractaments de llarga durada, 2 farmàcies i 3 ambulàncies.
El 2009 hi havia 2 escoles maternals i 2 escoles elementals. Montoire-sur-le-Loir disposava de 2 col·legis d'educació secundària amb 593 alumnes.

## Poblacions més properes
El següent diagrama mostra les poblacions més properes.